# János Czetz
János Czetz, född 8 juni 1822 i Gidófalva nära Budapest, Kungariket Ungern, Kejsardömet Österrike, 
död 6 september 1904 i Buenos Aires, var en ungersk revolutionsman. 
Czetz inträdde 1848 i ungerska krigsministeriet och blev 1849 general och kommendant i Transsylvanien. Efter katastrofen vid Világos höll han sig en tid gömd hos några vänner i Ungern, men lyckades 1850 fly till Storbritannien. Där utgav han Memoiren über Bems Feldzug in Siebenbürgen in den Jahren 1848 und 1849 (1850). Sedermera utvandrade han till Argentina, där han även avled. Hans memoarer utgavs 1902–03.